# Acropteris insticta
Acropteris insticta är en fjärilsart som beskrevs av W. Warren 1897. Acropteris insticta ingår i släktet Acropteris och familjen Uraniidae. Inga underarter finns listade i Catalogue of Life.